# Tegeler Fließ
Das Tegeler Fließ ist ein Bach in Brandenburg bzw. am nördlichen Stadtrand von Berlin. Er hat eine Länge von 30,4 Kilometer, von denen sich 9,9 Kilometer auf Berliner Stadtgebiet befinden. Sein Einzugsgebiet beträgt 172 km², davon 80,3 km² in der Hauptstadt. Das Gewässer wurde nach dem Berliner Ortsteil Tegel benannt und gab auch einem Naturschutzgebiet (NSG) seinen Namen.

## Verlauf
Das Tegeler Fließ speist sich aus zwei Quellbächen in Brandenburg. Der erste (52° 43′ 44″ N, 13° 27′ 30″ O) entspringt in der Basdorfer Heide nordöstlich von Basdorf und bildet abwärts den Mühlenteich beim Schloss Dammsmühle. Der zweite (52° 42′ 42″ N, 13° 23′ 30″ O) kommt aus dem Bahrenbruch, einer Moorniederung in der Mühlenbecker Heide südlich von Zühlsdorf. Im Mühlenbecker See an der Grenze der Landkreise Barnim und Oberhavel vereinigen sich die beiden Zuflüsse. In ersterem Landkreis durchfließt das Gewässer die Gemeinde Wandlitz, in letzterem fast die gesamte Breite der Gemeinde Mühlenbecker Land und den Rand der Gemeinde Glienicke/Nordbahn.
Der Bach fließt an Buchhorst vorbei sowie zwischen Woltersdorf und Mühlenbeck hindurch, bevor er hinter Mönchmühle bzw. westlich der Bahnstrecke Berliner Außenring auf rund acht Kilometern Länge die Landesgrenze bildet. Dabei trennt das Fließ die brandenburgischen Ortschaften Schildow und Glienicke/Nordbahn von den Berliner Ortsteilen Blankenfelde im Bezirk Pankow und Lübars im Bezirk Reinickendorf. Der weitere Verlauf führt durch Hermsdorf (Verbreiterung zum Hermsdorfer See) und Waidmannslust. In Tegel liegt die Mündung in den Tegeler See, die Entwässerung erfolgt somit in die Havel. Bis hier wurden rund 25 Höhenmeter überwunden. In diesem Bereich wurde das Fließ zum Tegeler Hafen erweitert und liegt das Ende des Nordgrabens.
In seinem Verlauf befinden sich etliche Brücken, über welche vor allem Fußgänger und Radfahrer das Gewässer queren können. Dazu gehören unter anderem die auf Berliner Gebiet liegenden Tegeler Hafenbrücke („Sechserbrücke“) und ein hölzerner Fußgängersteg im NSG

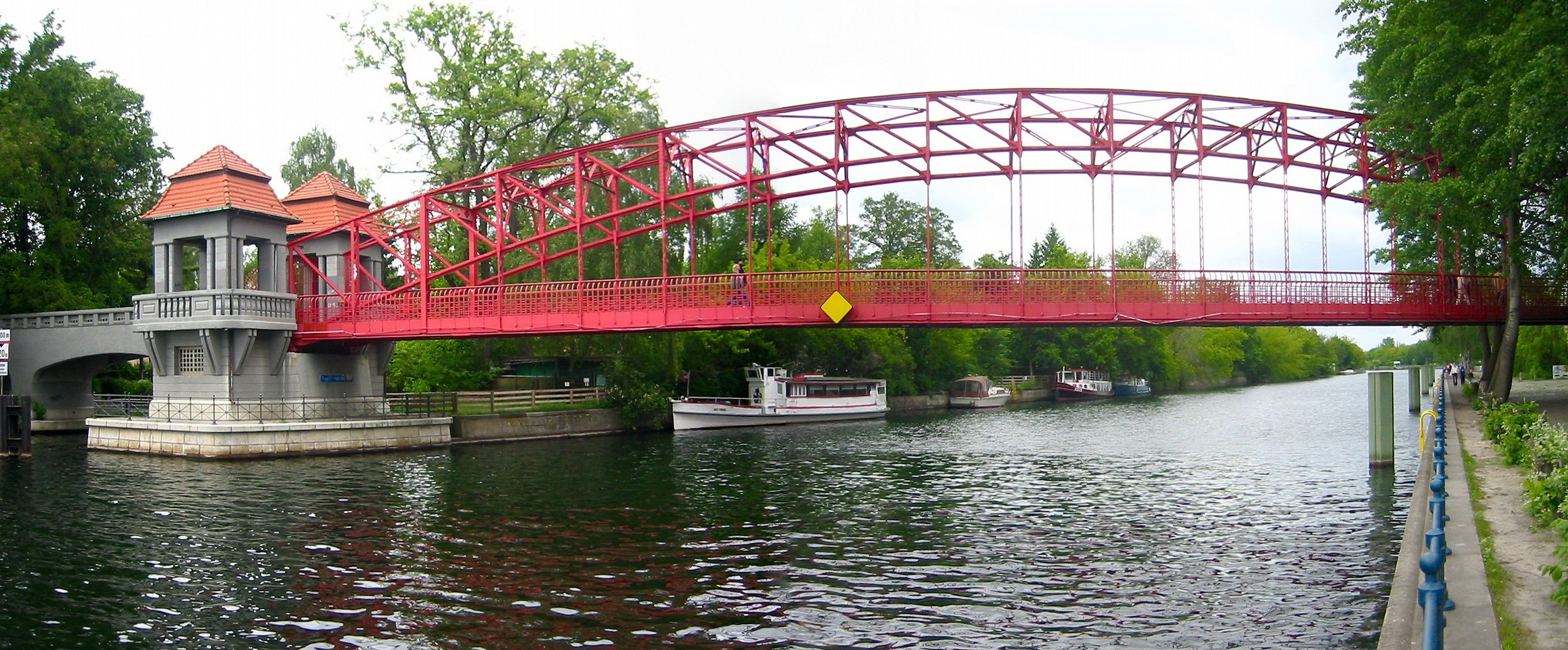
Die Tegeler Hafenbrücke („Sechserbrücke“) überspannt den Tegeler Hafen und das Tegeler Fließ (links im Bild).
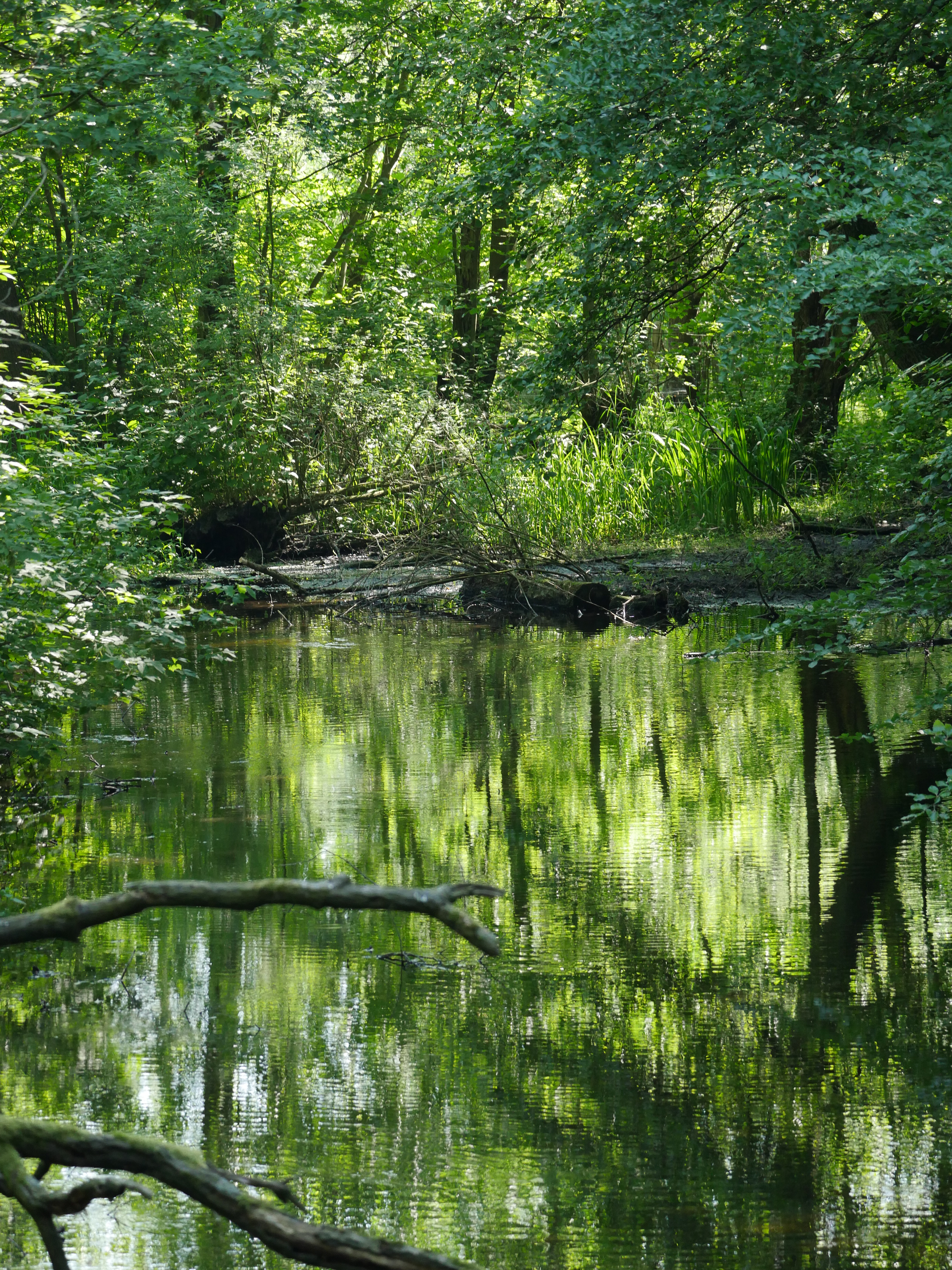
Blick nach Osten von der Brücke am nördlichen Ende des Tituswegs
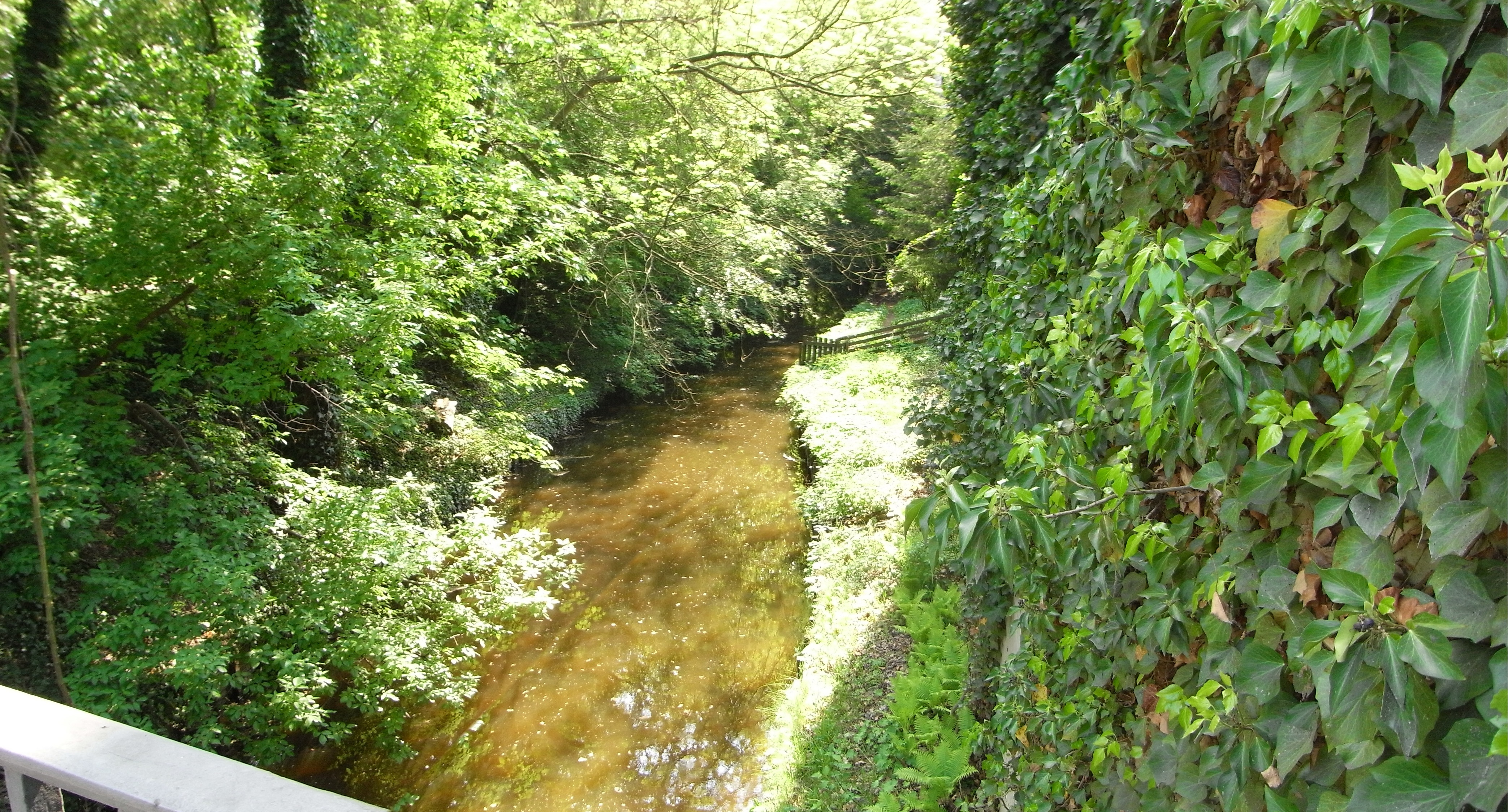
In Hermsdorf kreuzt die B 96 das Fließ bei einer ehemaligen Mühle.
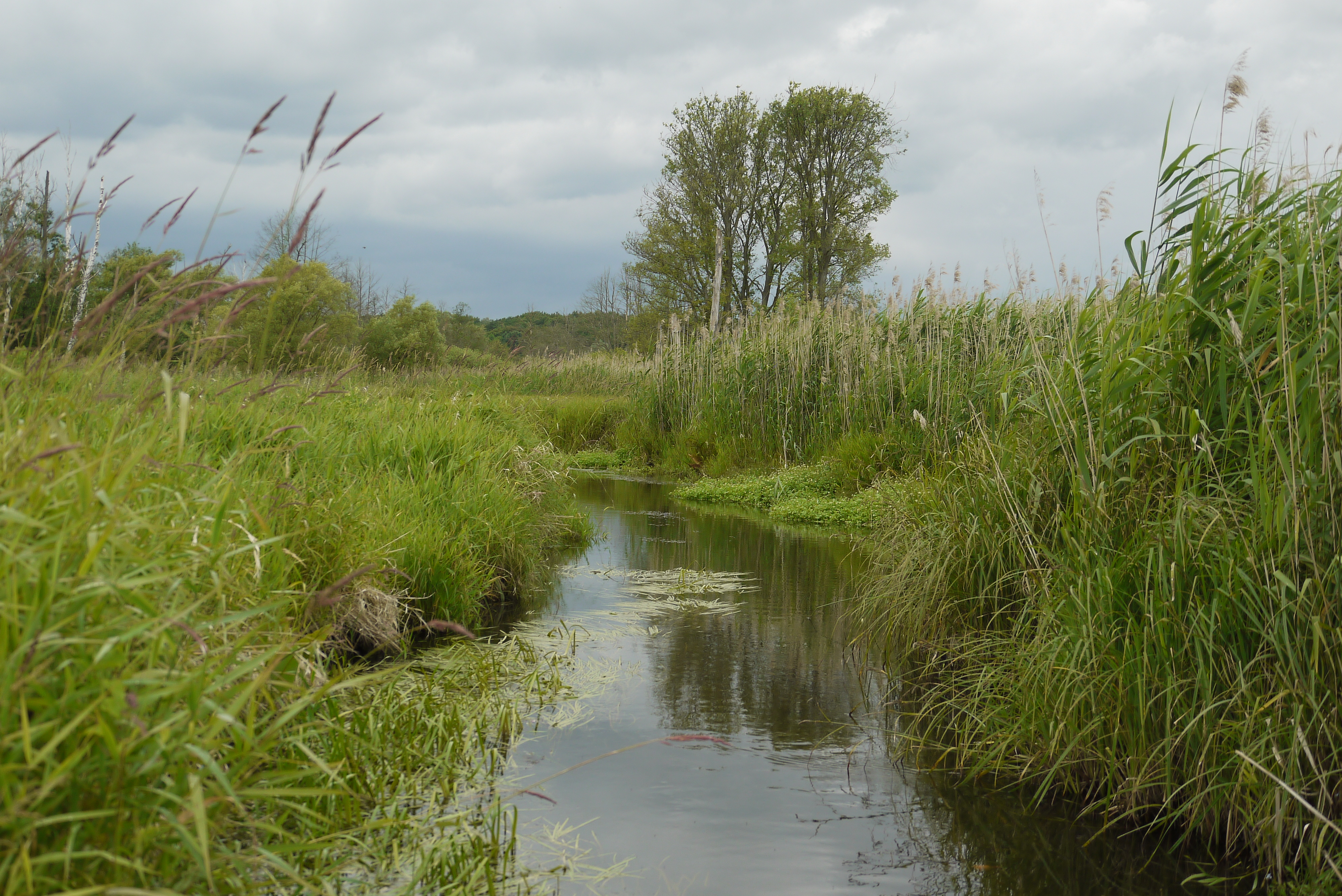
Tegeler Fließ im Landschaftsschutzgebiet Tegeler Fließ nördlich der Lübarser Felder
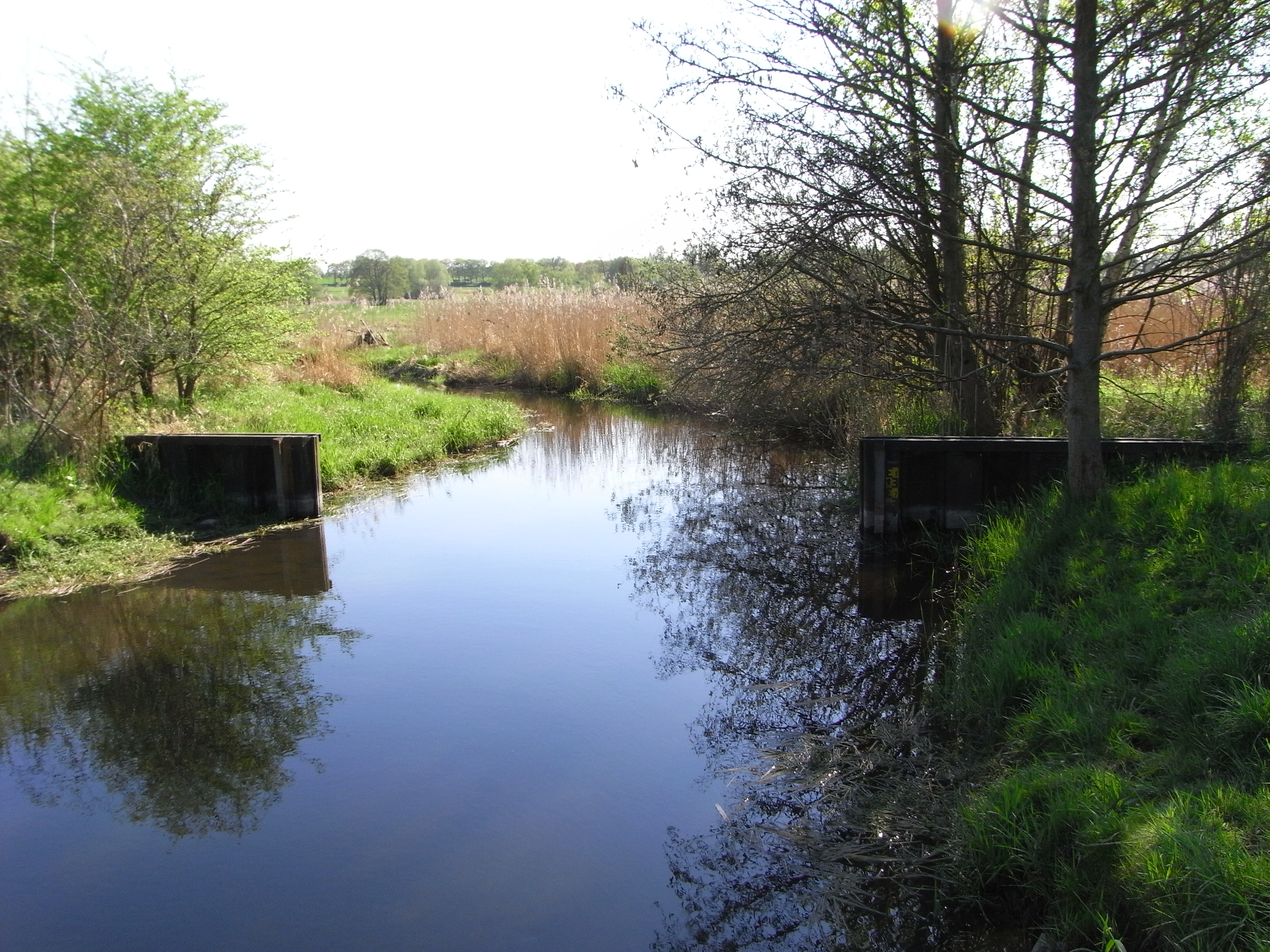
Reste der ehemaligen DDR-Grenzsicherung am Tegeler Fließ

## Geschichte
Während der letzten Eiszeit bildete sich unter einem Gletscher eine Schmelzwasserrinne und formte so die Niederung des Tegeler Fließes. Die Erosionsrinne reichte vom Summter und Mühlenbecker See bis zum Tegeler See. Im Randbereich des Bachs wurden die ältesten menschlichen Spuren im Berliner Raum gefunden. Steinzeitliche Jäger erbeuteten hier an Wildwechseln Rentiere. Mehrere Siedlungen aus der Bronzezeit gruppierten sich auf den Sandrücken am Fließ. Ein ausgegrabener Teerofen aus dem 13. Jahrhundert belegt, dass in den Wäldern mehr als 100 Jahre alte Kiefern stockten, denn nur diese waren für die Teerschwelerei nutzbar. In dieser Zeit entstanden die Dörfer Mönchmühle (Erstnennung 1242), Woltersdorf (1242), Lübars (1247), Blankenfelde (1284), Basdorf (1302), Tegel (1322), Hermsdorf (1349), Mühlenbeck (1375), Schildow (1375) und Zühlsdorf (1375). Ein Motiv zur Ortsgründung war sicher der große Fischreichtum jener Zeit.
Der Bau der Wassermühlen in Schildow und Tegel (heutige Humboldt-Mühle) um 1450 führte zur Wasserregulierung, zur Entstehung des Hermsdorfer Sees und Tegeler Teichs sowie zur Vermoorung. Der hohe Grundwasserstand und die Überschwemmungen verhinderten das erneute Aufkommen von Bruchwald. Die Feuchtigkeit der Niedermoore ermöglichte nur eine extensive Nutzung der Wiesen. Die Bauern waren unzufrieden mit der späten oder gänzlich verhinderten Mahd. Abhilfe sollten Entwässerungsgräben schaffen, deren engmaschiges Netz eine Karte von 1839 erkennen lässt.

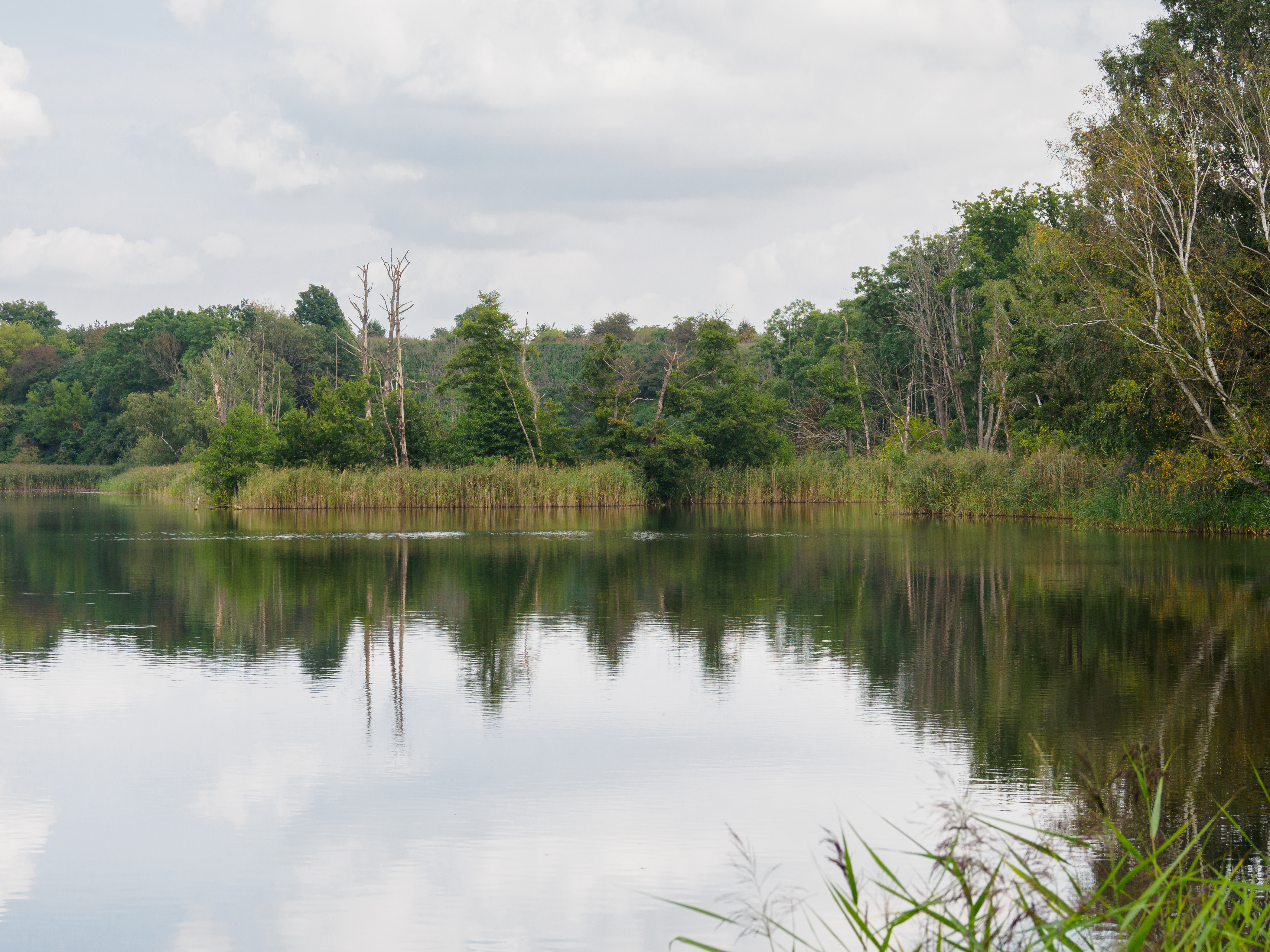
Köppchensee

Seit dem 19. Jahrhundert wurde umfangreich Torf gestochen, ein Ergebnis ist der Köppchensee. Belegbar ist auch eine Gewinnung im Bereich des Hermsdorfer Sees und im NSG Kalktuffgelände am Tegler Fließ. Außerdem wurde ab 1854 bei Hermsdorf Ton gefördert und zu Ziegeln gebrannt. Die Hermsdorfer Tongruben an der Seebadstraße und der Ziegeleigraben zeugen davon. Ende des 19. Jahrhunderts wurden im Nordostraum Berlins Rieselfelder angelegt. Das Wasser wurde über das Tegeler Fließ in den Tegeler See abgeleitet. Nach der Einstellung der Verrieselung 1985 sank die starke Nährstoff- und Schadstoffbelastung. Durch die verringerte Abflussmenge ging aber auch die Quelltätigkeit an den Talhängen zurück und die Niederung wurde deutlich trockener.
Bis 1990 verlief an einem Teilstück des Tegeler Fließes die Staatsgrenze zwischen der DDR und West-Berlin. Die Grenzsicherungsanlagen zwischen Schildow und Glienicke/Nordbahn im Norden sowie Lübars und Hermsdorf im Süden lagen nicht unmittelbar am Gewässer, sondern am nördlichen Rand der umgebenden Auenlandschaft. Der Bachlauf zwischen Schildow und Blankenfelde war mit einer Wassersperre gesichert. Reste davon finden sich noch heute am Berliner Mauerweg in der Nähe des Köppchensees.

## Umwelt

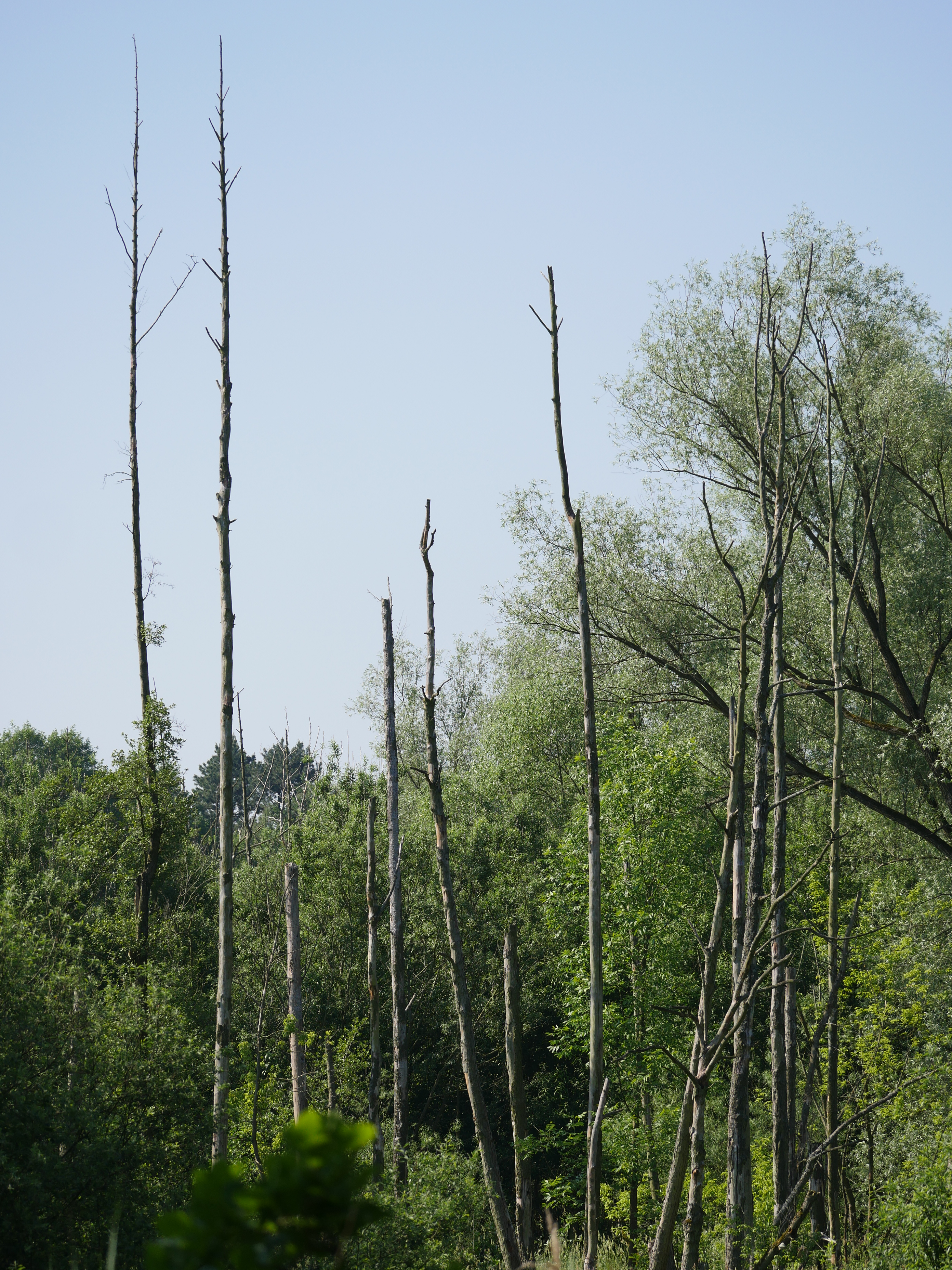
Totholz im Tegeler-Fließtal

Das in weiten Teilen noch natürlich mäandrierende Tegeler Fließ prägt die Landschaft. Der hochkomplexe Lebensraum umfasst Quellen und Quellbäche, Quell- und Niedermoore, Trockenhänge, Nass-, Feucht- und Frischwiesen, naturnahe Erlen- und Grauweidenbrüche, Teiche, Seen und Verlandungszonen. Das Fließ selbst zeigt sich als Wald- oder Wiesenbach mit unterschiedlichen Fließstrecken und Altarmen. Das Gebiet liegt größtenteils im bundeslandübergreifenden Naturpark Barnim. In Brandenburg berührt es das Landschaftsschutzgebiet Westbarnim, in Berlin das LSG Tegeler Fließ sowie das NSG Kalktuffgelände am Tegler Fließ und das NSG Niedermoorwiesen am Tegeler Fließ. In beiden Bundesländern ist das Tegeler Fließtal als Natura 2000-Gebiet gemeldet. Im Berliner Teil finden sich zwölf Lebensraumtypen und sechs Tierarten, die nach der FFH-Richtlinie unter Schutz stehen, außerdem neun Arten der EU-Vogelschutz-Richtlinie.

### Flora

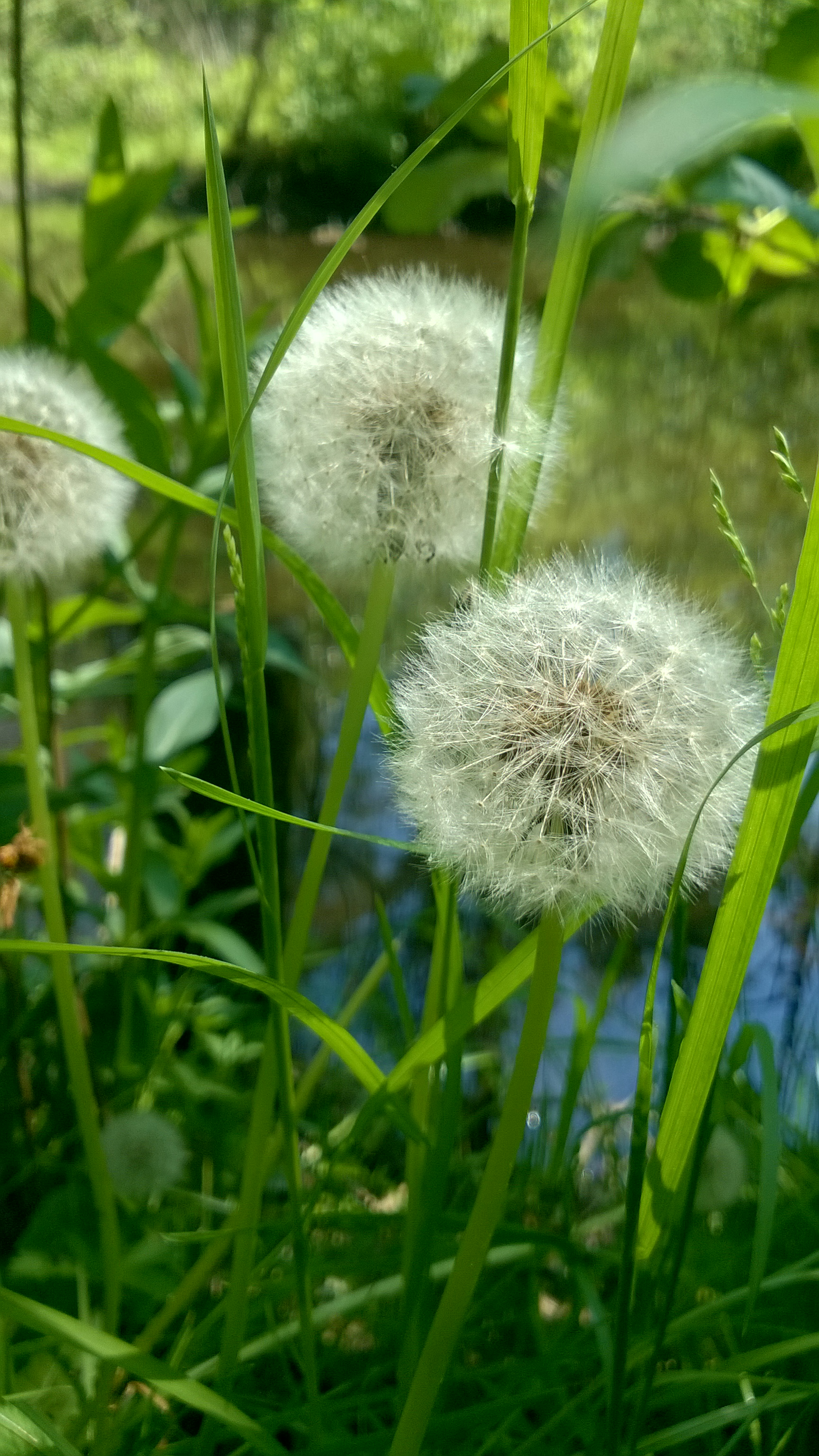
Löwenzahn im Tegeler Fließ

Zur artenreichen Wasservegetation gehören u. a. verschiedene Laichkräuter und Wassersterne sowie das Gemeine Hornblatt, einer flutenden Form des Einfachen Igelkolbens. Am Hermsdorfer See und bei Lübars befinden sich gut entwickelte, artenreiche Hochstaudenfluren feuchter Standorte mit Echter Zaunwinde, Echtem Mädesüß, Gemeinem Wasserdost, Knotigem Braunwurz und verschiedenen Weidenröschen. Der Große Torfstich am Eichwerdersteg, ein natürlich nährstoffreicher See, besitzt eine gut entwickelte Verlandungszone und eine artenreiche Wasserpflanzenwelt. Es existieren eine Reihe verschiedener Wiesengesellschaften:
| Pfeifengraswiesen                     | NSG Kalktuffgelände am Tegeler Fließ (hier besonders artenreich), In den Langen Hufen, am Hermsdorfer See | Breitblättriges Knabenkraut, Dreiblättriger Fieberklee, Pracht-Nelke, Gemeiner Teufelsabbiss, Wiesen-Knöterich und viele weitere gefährdete Arten               |
| Flachland-Mähwiesen                   | trockenere Standorte im gesamten Verlauf                                                                  | |
| Sand-Trockenrasen                     | trockene Hänge                                                                                            | Berg-Haarstrang, Feld-Beifuß, Gemeine Grasnelke, Kartäuser-Nelke, Sand-Strohblume, Schaf-Schwingel, Silbergras, Skabiosen-Flockenblume, Zierliches Schillergras |
| subkontinentale Blauschillergrasrasen | kleinflächig an trockenen Hängen                                                                          | |

Unter den Waldgesellschaften sind besonders die Erlen-Eschen- und die Weichholzauenwälder schützenswert. Größere Bestände haben sich am Hermsdorfer See entwickelt. Die anderen Standorte sind deutlich kleiner sowie wegen der angrenzenden Nutzung und der veränderten Gewässerdynamik weniger naturnah. Die Niederung beherbergt zahlreiche Weidenarten, am häufigsten ist die Grau-Weide, aber auch Korb-, Lorbeer-, Purpur- und Smith-Weide sind anzutreffen. Vermutlich kommen weitere Arten vor, aber sogar Botanikern bereitet die Bestimmung Probleme, weil sich die verschiedenen Arten untereinander kreuzen können. Ein Problem stellt die invasive Ausbreitung von Neophyten dar, so dominieren in einigen Abschnitten Drüsiges Springkraut, Goldruten, Topinambur oder Eschen-Ahorn.

### Fauna

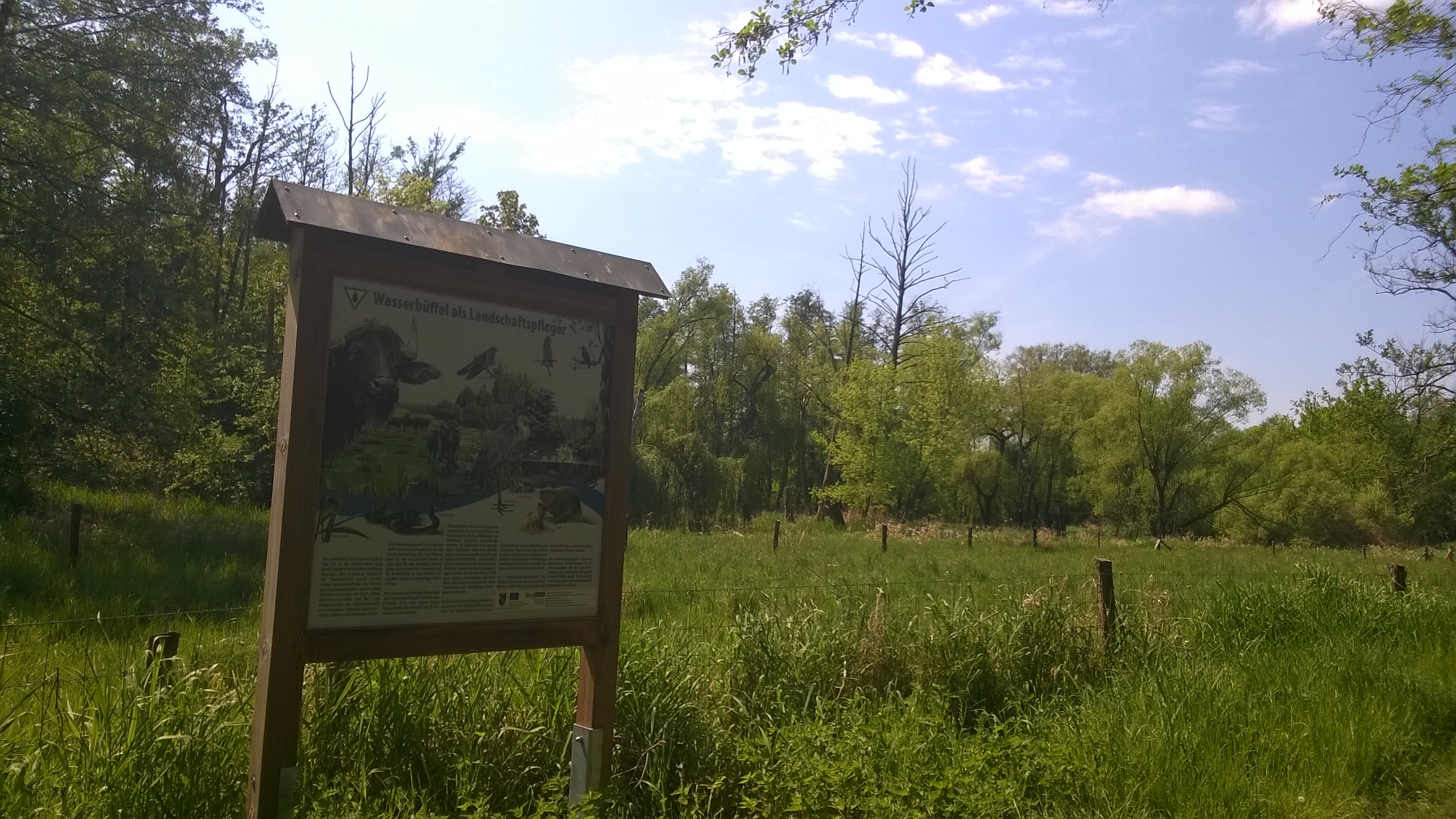
Infotafel über die „Wasserbüffel als Landschaftspfleger“ im Tegeler Fließtal

Ab Ende Mai fliegt die Gebänderte Prachtlibelle am Fließ entlang, ihre Larven wuchsen im Wasser auf. In den blütenreichen Wiesen sind eine Vielzahl von Insekten zu Hause, u. a. Bienen, Hummeln, Schwebfliegen und Wespen. Unter den Schmetterlingen finden sich die Rote-Liste-Arten Steinklee-Widderchen und Birken-Gabelschwanz. Sogar Falter, die in Berlin als ausgestorben galten, konnten nachgewiesen werden, wie die Auwald-Herbsteule, der Hainveilchen-Perlmuttfalter und die Seladon-Eule.
Im Bach leben 17 von insgesamt 29 Berliner Fischarten, neben dem Hauptfisch, der Plötze, vor allem Aale, Hechte, Karpfen, Schleie, Stichlinge und Zander. Von den dreizehn Berliner Amphibien- und Reptilien-Arten kommen elf im Gebiet vor.
Vertreter der Vogelwelt sind zum Beispiel Beutelmeise, Braunkehlchen, Eisvogel, Gebirgsstelze, Heidelerche, Grauer Kranich, Mittelspecht, Neuntöter, Rohrweihe, Schilfrohrsänger, Schwarzmilan, Schwarzspecht, Sperbergrasmücke, Tafelente, Wachtelkönig, Wasserralle, Weißstorch und Wespenbussard.
Die folgenden Zugvögel halten sich zeitweise ebenfalls im Tal auf: Kleinspecht, Pirol, Schafstelze und Schlagschwirl.
Der Fischotter verrät sich meist nur durch seine Spuren und die Wasserspitzmaus bewohnt die Uferböschungen.
Seit Mai 2015 werden darüber hinaus neun Wasserbüffel zur Beweidung der unter Naturschutz stehenden Sumpfgrasflächen in einem 19 Hektar großen umzäunten Gebiet zwischen der Egidybrücke im Süden und den nördlichen Niedermoorwiesen eingesetzt. Im August 2015 wurde die Herde um weitere vier Wasserbüffel erweitert.

Tiere im Schutzgebiet Tegeler Fließtal
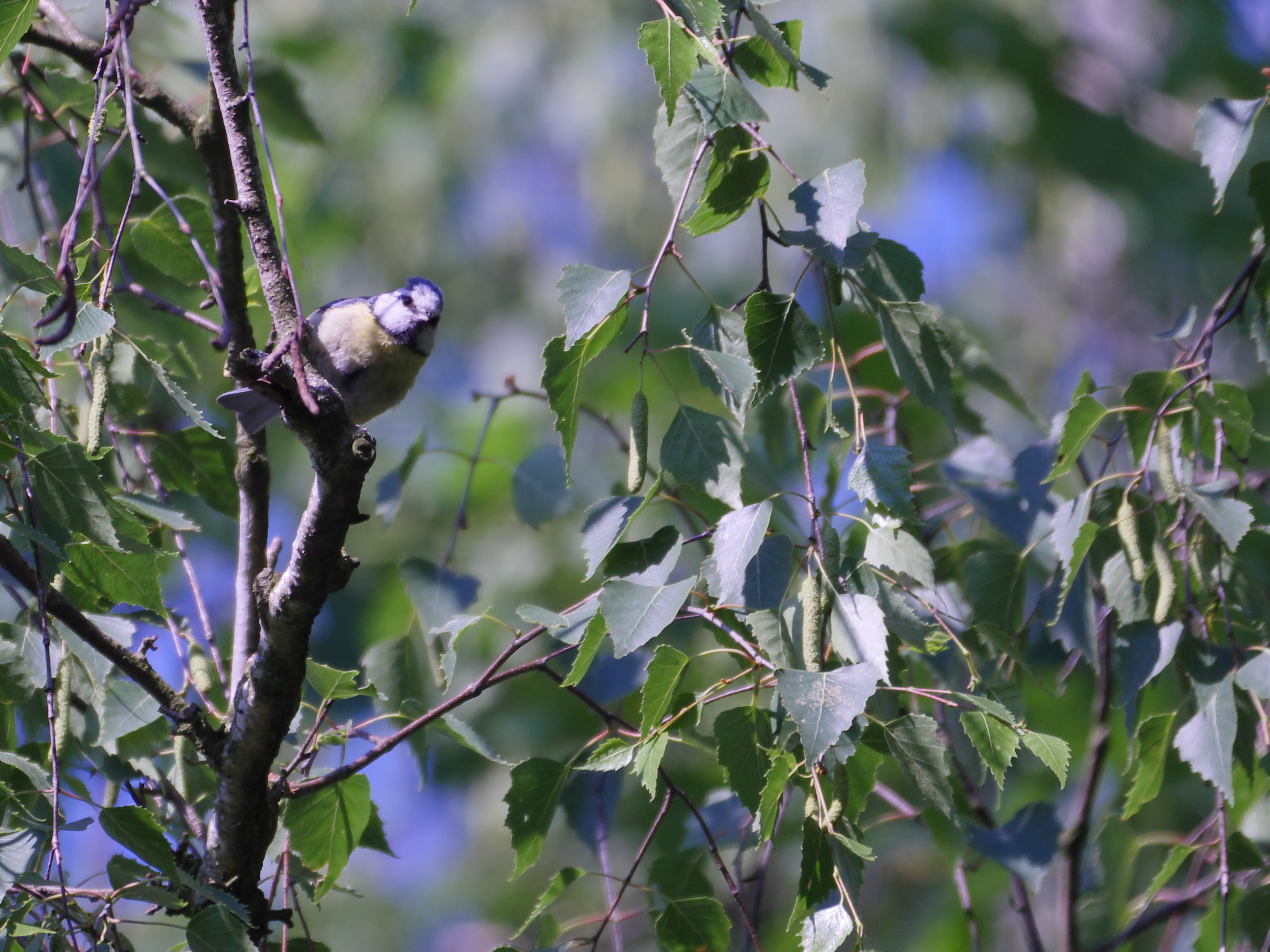
Blaumeise
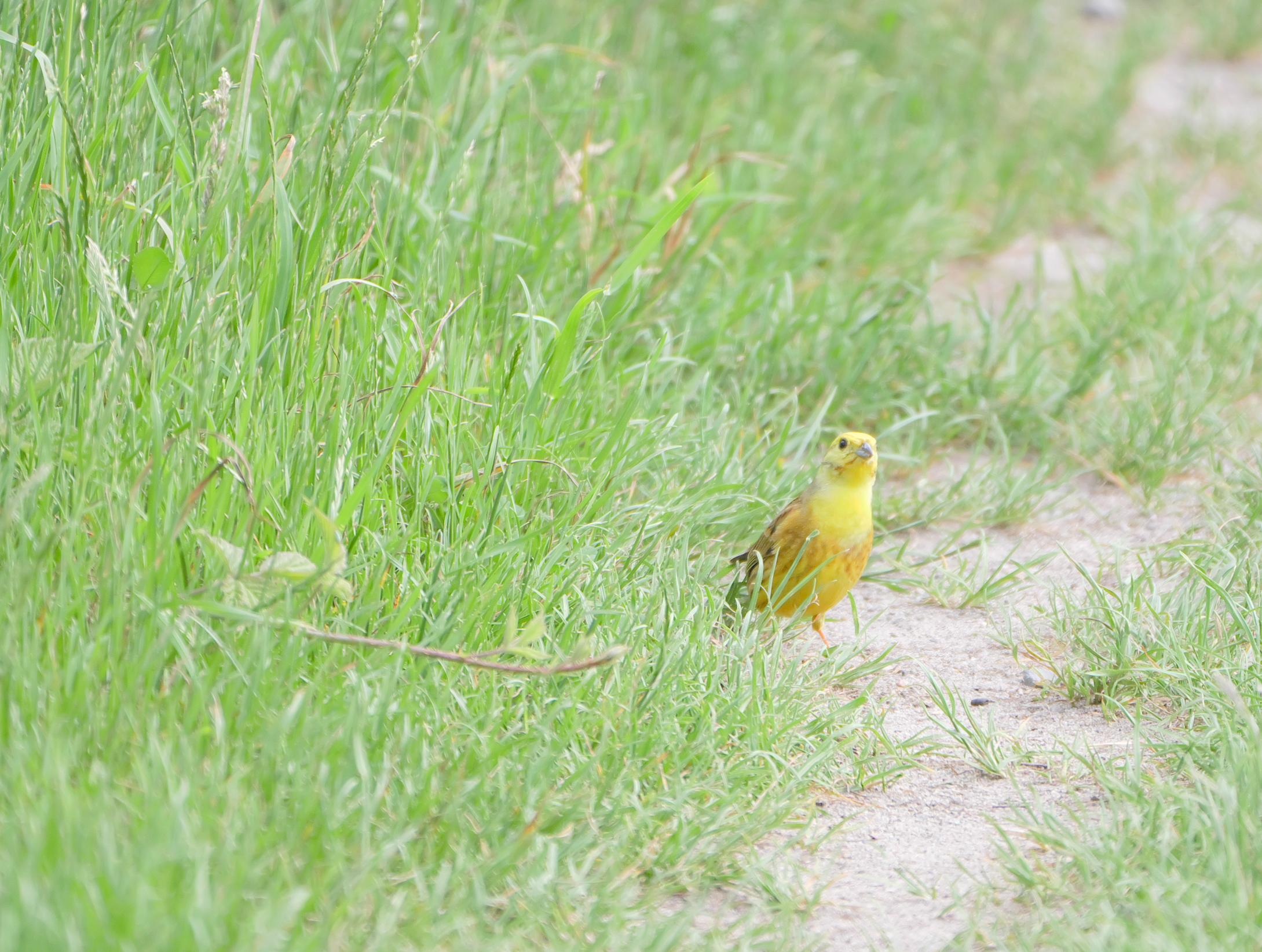
Goldammer in Lübars
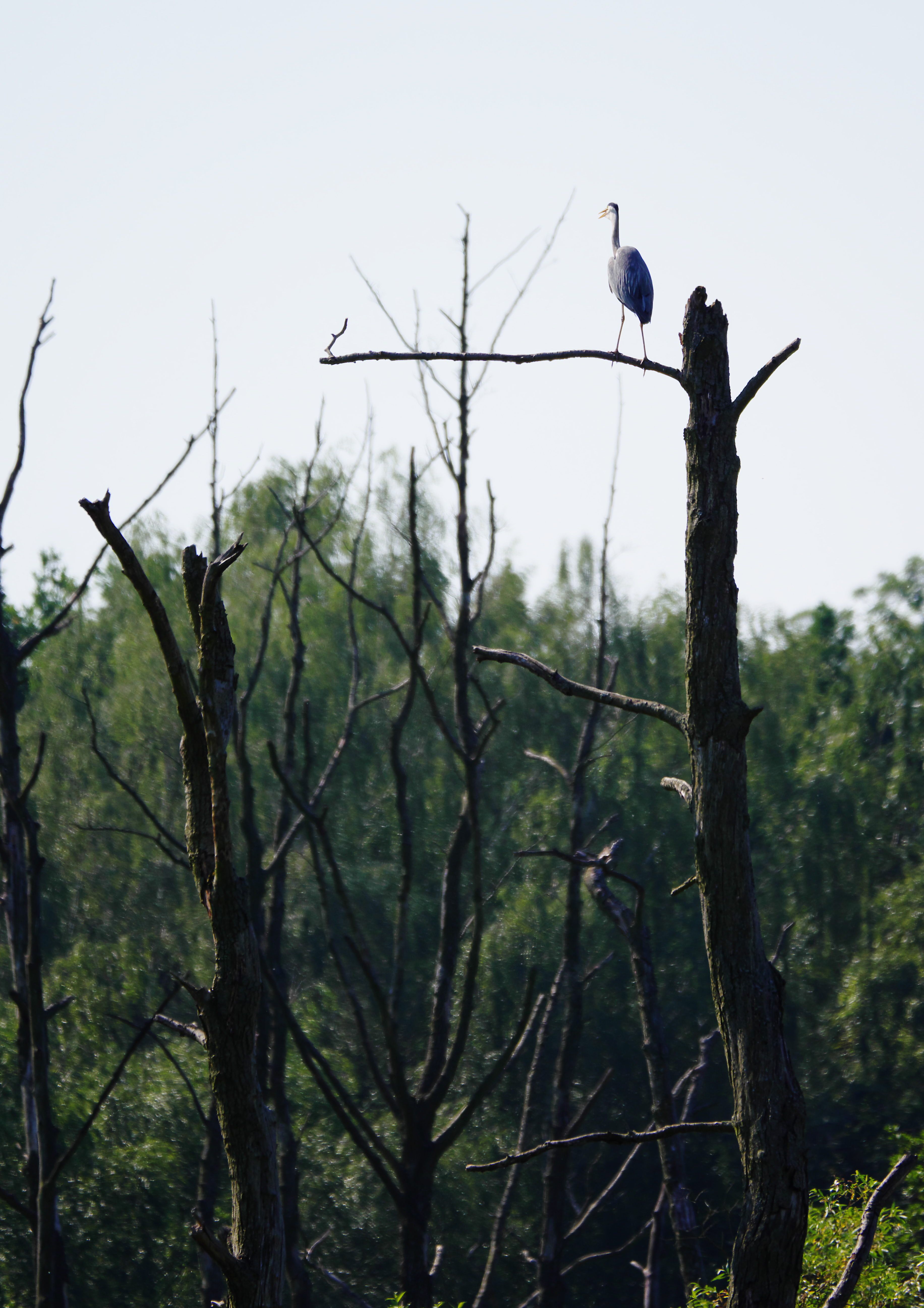
Graureiher auf totem Baum
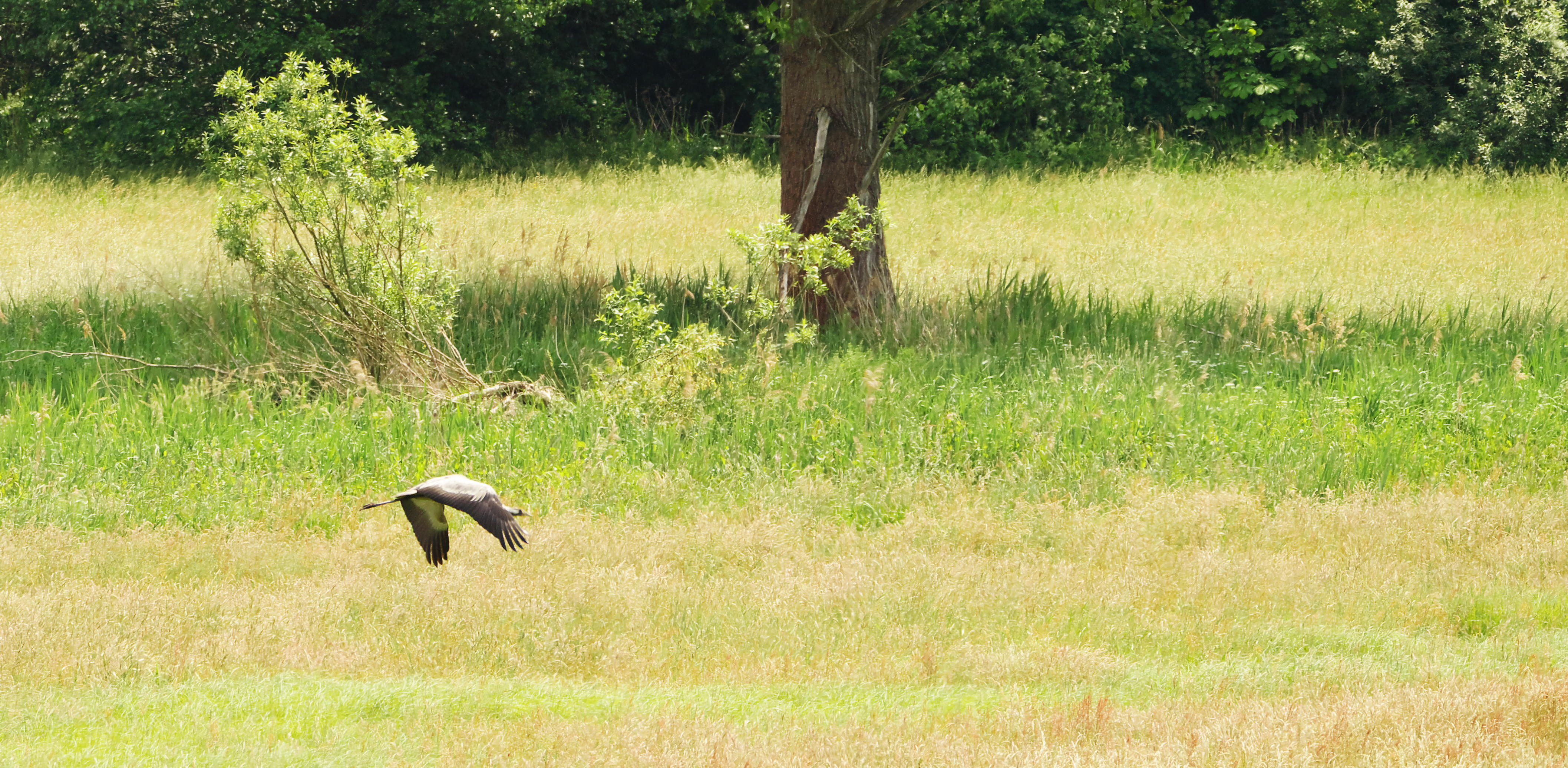
Kranich im Tiefflug im Kalktuffgelände
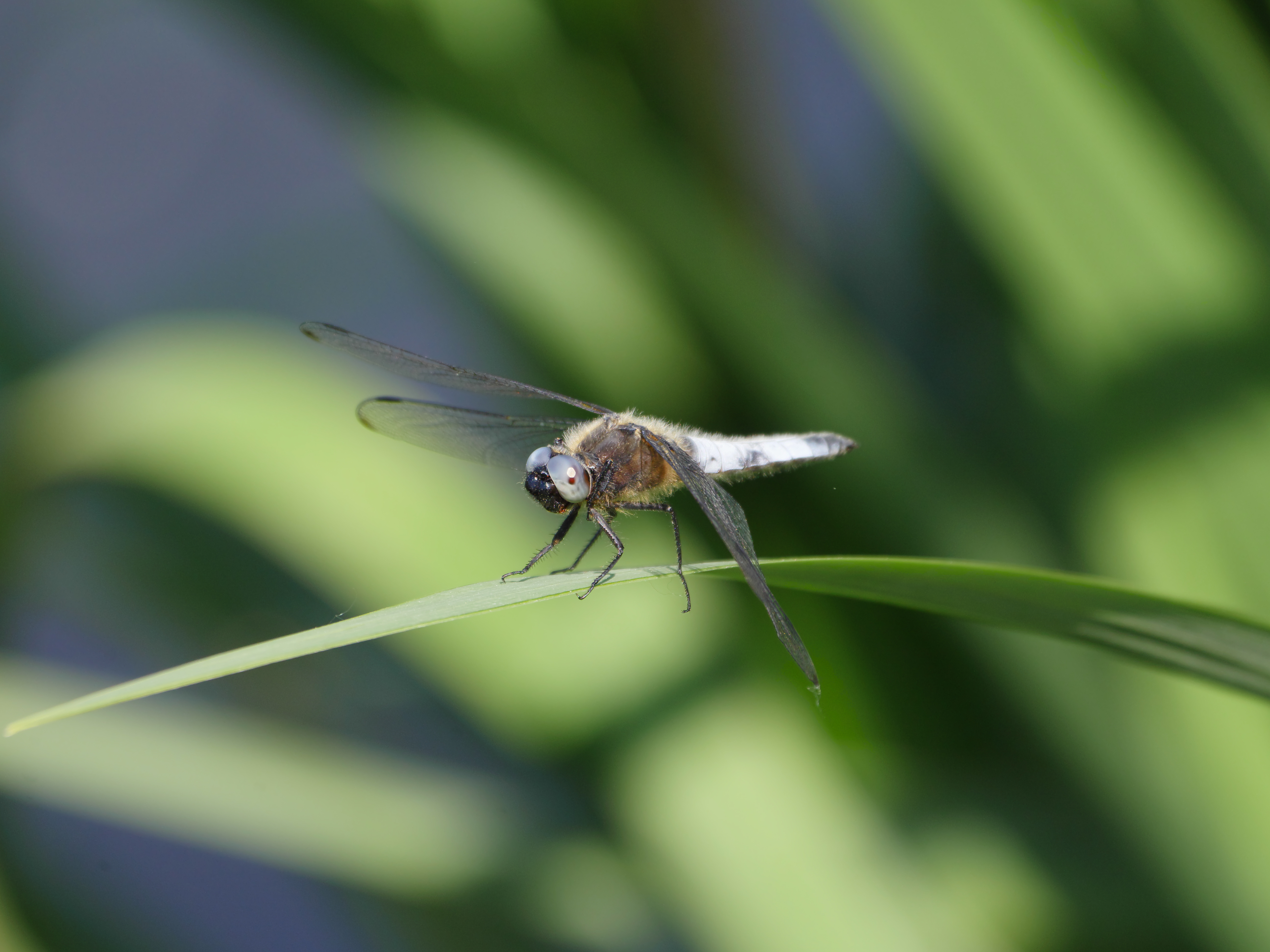
Spitzenfleck-Männchen am südlichen Ufer des Hermsdorfer Sees
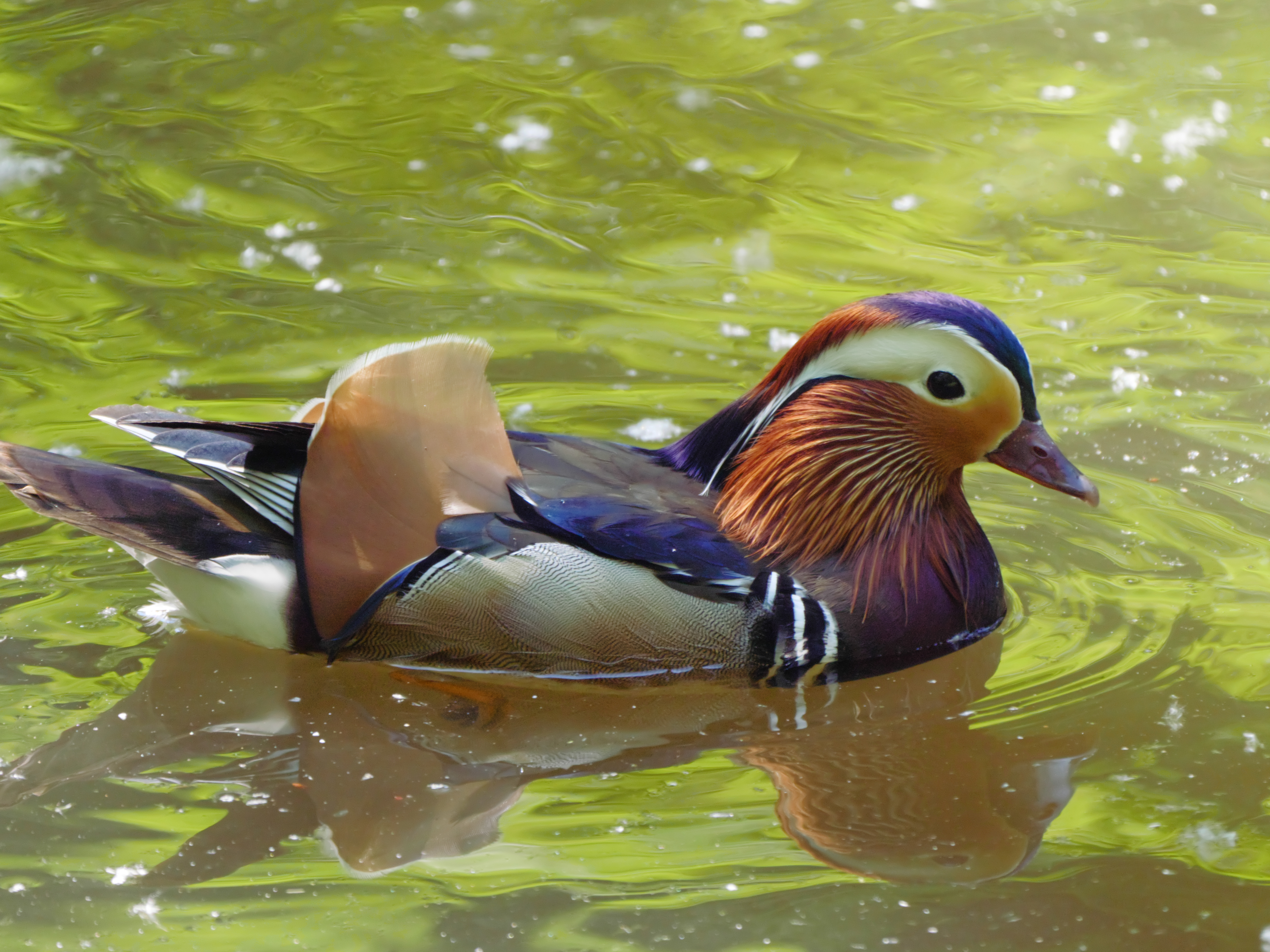
Mandarinerpel im Tegeler Fließ
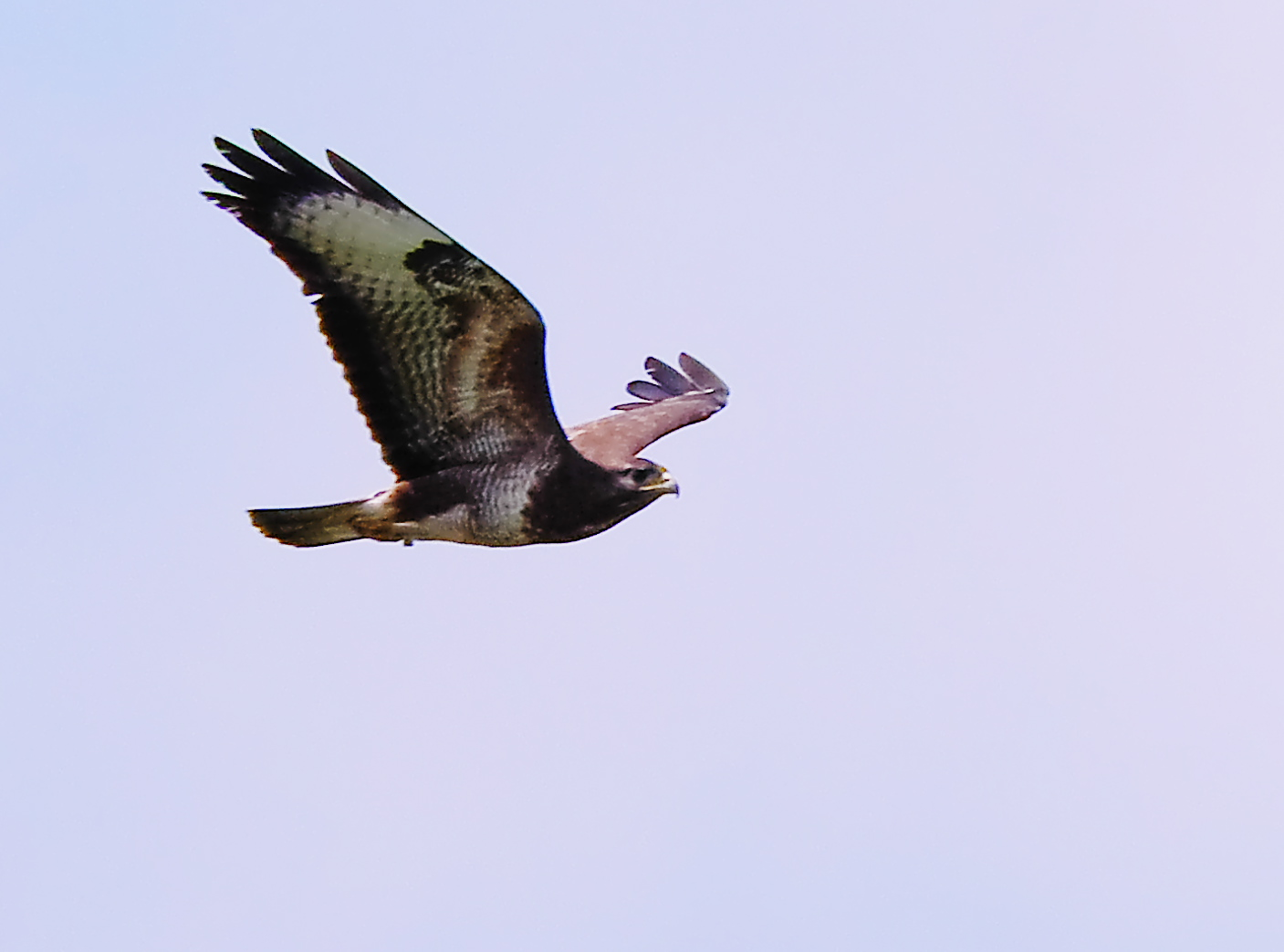
Mäusebussard in Lübars
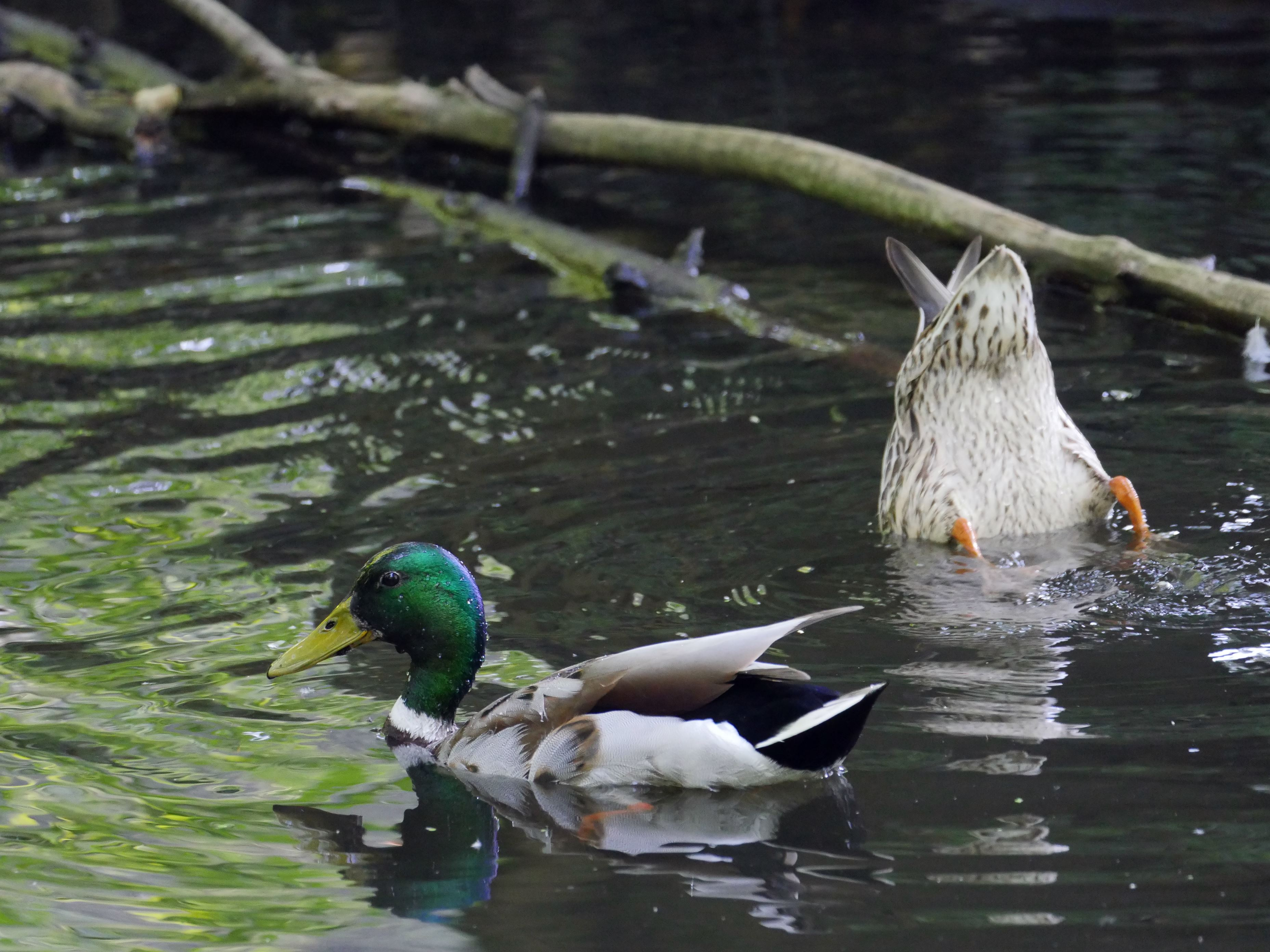
Stockentenpaar im Tegeler Fließ
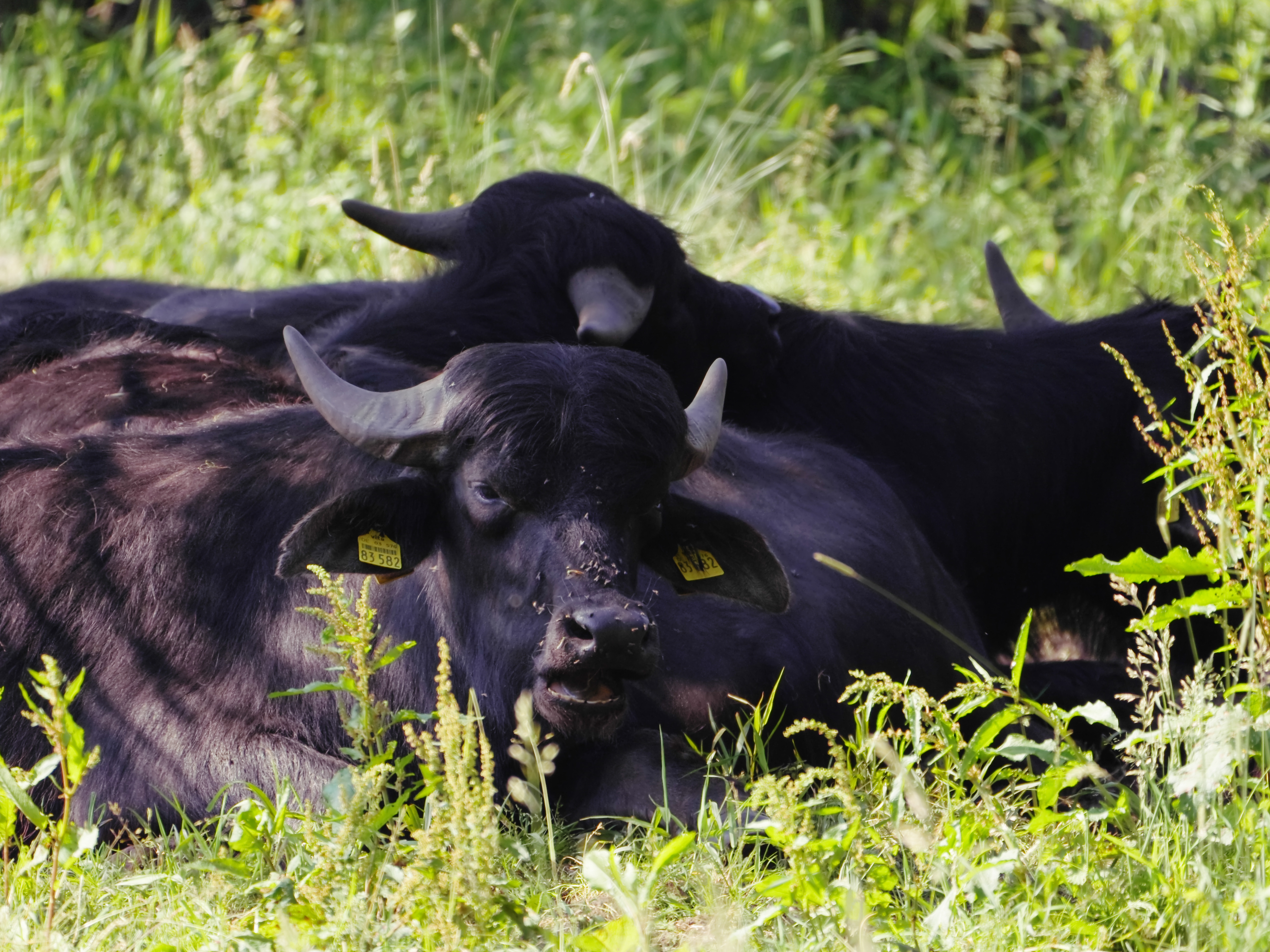
Wasserbüffel

## Tourismus
Besonders zwischen Hermsdorf und Lübars hat sich eine urwüchsige Bachauenlandschaft erhalten, wie sie einst für das ganze Tegeler Fließ typisch war. Der Eichwerdersteg, ein 145 Meter langer Bohlensteg, führt direkt durch die Flussaue, die hier an die großen osteuropäischen Flussmoore erinnert. Es gibt einen Naturlehrpfad mit Hinweistafeln und das Freibad Lübars am Ziegeleisee. Weitere Sehenswürdigkeiten sind der Lübarser Dorfkern und das Naturschutzgebiet Niedermoorwiesen. Im Naherholungsgebiet geben Informationstafeln Hinweise. Südwestlich des Köppchensees kreuzen sich der Barnimer Dörferweg – beginnt im Wuhletal und endet am Tegeler See – und der Berliner Mauerweg. Sehenswert sind die Phasen der Apfelblüte im Mai und der Ernte im Frühherbst.
Blicke hinab in die Niederung des Tegeler Fließes bieten Lübars und die Hangkante am Köppchensee. Das NSG Kalktuffgelände ist wegen seiner Empfindlichkeit nur sehr beschränkt zugänglich, ein Eindruck lässt sich von der Stadtrandsiedlung Blankenfelde aus gewinnen. Der mit einem grünen Querstrich markierte Wanderweg leitet, anfangs parallel zur Deutschen Tonstraße, durch den stärker bebauten südlichen Teil der Gemeinde Mühlenbecker Land zum Mühlenbecker See. Auf das Schloss Dammsmühle inmitten Buchen- und Mischwälder folgt das Museum der Heidekrautbahn in Basdorf und schließlich der Bereich der Basdorfer Quelle. Über einen Zwischenabschnitt am Summter See führt die gleiche Markierung auch in die Nähe der Zühlsdorfer Quelle.